# バトルレイパー
『バトルレイパー』（Battle Raper）は、ILLUSIONのサブブランドであるDreamsが2002年4月19日に発売したWindows用のアダルトゲームであり、ジャンルはリアルタイム3D脱衣格闘ゲームである。本項では、続編『Battle Raper II 〜THE GAME〜』についても解説する。

## 概要
本作の登場キャラの多くは女性であり、一定のダメージを女性キャラに与える事で衣服を破る事が出来る。2からはリアルタイム脱衣が表現されており、バトル中に攻撃を当てて脱衣ゲージを減らすことで、その場で鎧や衣服と下着が破れて裸になっていく。上半身が裸になると、はだけてしまった胸を、片手で隠しながら闘う姿も見られる。各キャラは衣装エディットが可能。入手したコスチュームを自由に着せ替え出来る仕様なので、自由な格好で闘わせたりが出来る。またHシーンの他に、対戦して倒した女の子にその場でイタズラできる「いたずらモード」を搭載し、気絶して倒れた女の子の胸やふとももを触ることができるほか、寝返りをうつ女の子の膝を動かしてスカートの中を自由に覗くことも可能。なお、男性の服は1と2も破けない。

## シリーズ
- Battle Raper
- Battle Raper II 〜THE GAME〜（DL版では『Battle R（バトルアール）II 〜THE GAME〜』）

『Battle Raper II 〜THE GAME〜』についてはダウンロード販売が開始された際に『Battle R（バトルアール）II 〜THE GAME〜』と改題された。

## Battle Raper ストーリー
街では格闘経験をもつ女性をねらった連続婦女暴行事件が発生していた。3人の女たちは、それぞれの目的をもって、犯人を追っていた。

## 登場人物

### Battle Raper
ゼノン
- 格闘流派：コマンドアーツ

世界的軍需産業【アッシュール】が生み出した人工生命体。
正体は如月舞の義理の兄・如月 丈（きさらぎ じょう）。
如月 舞（きさらぎ まい）
- 身長：158cm
- スリーサイズ：B81・W56・H78
- 格闘流派：コマンドアーツ＋我流空手

如月丈の義理の妹。
蜂須賀 鈴女（はちすか すずめ）
- 身長：160cm
- スリーサイズ：B84・W57・H81
- 格闘流派：蜂須賀流体術

【アッシュール】の敵対組織の女スパイ。
夏神 千速（かがみ ちはや）
- 身長：162cm
- スリーサイズ：B86・W59・H84
- 格闘流派：コマンドアーツ

国際警察の特殊機動捜査官で、丈の同僚だった女性。
華 桃麗（ファ タオリー）
- 身長：167cm
- スリーサイズ：B92・W59・H89
- 格闘流派：暗流殺手

【アッシュール】が生み出した改造人間。

### Battle Raper II 〜THE GAME〜
九鬼 悠樹
- 身長：180cm前後
- 属性：無し

エレメント専門の泥棒。
ポカ
悠樹の相棒兼エレメントで、普段は妖精の姿をしているが、悠樹の命令によって剣になることもある。
御武 弥生
- 身長：163cm
- スリーサイズ：B86・W58・H82
- 属性：風

私立鉄十字学園に通うエターナルの少女。
音切丸
御武弥生の太刀。鉄十字学園に保管されていた神剣。
神代 紗羅
- 身長：144cm
- スリーサイズ：B80・W52・H77
- 属性：混沌

聖アルカナ幻殺館に所属するエターナル。神代由羅の双子の姉。
バルバトス
神代紗羅が持つ大鎌。
神代 由羅
- 身長：146cm
- スリーサイズ：B76・W54・H75
- 属性：炎

聖アルカナ幻殺館に所属するエターナルで、神代紗羅の双子の妹。
ベリアル
神代由羅の鉄爪。
八神 刹那
- 身長：167cm
- スリーサイズ：B92・W58・H87
- 所属：八神家
- 属性：闇と光

八神家の娘。
前鬼・後鬼
八神刹那の二振りの小太刀。
エルフェリス 京極
- 身長：165cm
- スリーサイズ：B88・W58・H84
- 属性：雷

私立鉄十字学園に所属するエターナル。
ラミエル
エルフェリスのレイピア。